# Syndrome de Flammer
Le syndrome de Flammer, ou dérèglement vasculaire primaire, est une entité clinique de description récente, qui inclut une série de traits cliniques liés principalement à une mauvaise régulation des vaisseaux sanguins. Il peut se manifester par de nombreux symptômes, tels que des extrémités froides, et il est souvent associé à une pression artérielle basse. Dans certains cas, il est associé (ou prédispose) au glaucome à pression normale. Il doit son nom à son premier descripteur, l'ophtalmologiste suisse Josef Flammer (en).

## Symptômes et signes cliniques
La plupart des symptômes du syndrome de Flammer sont dus à une altération de la régulation des vaisseaux sanguins. Le type de symptômes dépend de quels organes et/ou de quelles parties du corps les vaisseaux sanguins sont affectés. Les caractéristiques sont les suivantes : mains et/ou pieds froids, hypotension artérielle, seuil douloureux abaissé avec une sensibilité accrue à la douleur et une tendance migraineuse. S’y ajoutent des symptômes qui ne sont pas, ou seulement indirectement, reliés à un dysfonctionnement des vaisseaux, comme un délai prolongé à l’endormissement, une réduction de la sensation de soif, une sensibilité augmentée aux odeurs et aux vibrations ainsi qu’à certains traitements médicamenteux. Il est par exemple nécessaire de réduire les doses d’administration usuelles des bêtabloquants et des inhibiteurs calciques. Un dosage réduit de certains médicaments évite les effets secondaires sans réduire pour autant leur efficacité. La survenue de taches blanches et rouges au niveau du cou et du visage, sous l’effet des stress émotionnels et des crampes musculaires, est fréquemment constatée. Les personnes atteintes du syndrome de Flammer sont souvent méticuleuses, animées d’une grande motivation dans leur vie professionnelle, laquelle est souvent très accomplie.
Les études scientifiques ont montré que les patients présentant un glaucome avéré, alors que leur pression intraoculaire est strictement normale, ont souvent des anomalies de la régulation du flux sanguin où le syndrome de Flammer compte au nombre des causes possibles. Quelques-unes de ces caractéristiques ont été réunies sous le terme de primary vascular dysregulation syndrome ou « dysrégulation vasculaire primaire ».
Les symptômes et les signes cliniques peuvent comporter :
- mains et/ou pieds froids
- hypotension artérielle
- faible indice de masse corporelle
- sensation de soif peu marquée
- allongement de la durée d’endormissement
- sensibilité accrue à la douleur, aux odeurs, à certains médicaments
- maux de tête d’origine parfois migraineuse
- acouphènes
- tendance à des changements de coloration au niveau de la peau, telles que des taches blanches ou rouges.

Les personnes atteintes sont typiquement très sensibles aux conditions physiques comme le froid et aux stress émotionnels. Elles sont en général très motivées dans leur vie professionnelle. Celles qui travaillent à l’extérieur sont moins souvent touchées par le syndrome de Flammer.

## Diagnostic
Il existe des tests objectifs, comme la capillaroscopie, l’analyse dynamique du fonctionnement des microvaisseaux, et la quantification de l’expression génique lymphocytaire. En clinique de  routine, on pose le diagnostic sur l’anamnèse et l’examen clinique seulement.

## Importance clinique
Être atteint du syndrome de Flammer ne signifie pas forcément que l’on est malade : la plupart  des patients sont en bonne santé. Il est d’ailleurs possible qu’ils soient en fait protégés contre l’athérosclérose. Ils sont en revanche plus susceptibles de développer certaines maladies, en particulier oculaires comme le glaucome à pression normale et l’augmentation de la pression veineuse rétinienne. Le syndrome de Flammer augmente les risques liés au stress oxydant et pourrait favoriser les acouphènes et les surdités brusques, les occlusions veineuses rétiniennes, lesquelles peuvent survenir malgré l’absence des facteurs prédisposants classiques,,,,,. Le syndrome est plus fréquent chez les malades atteints de sclérose en plaques.

## Conduite à tenir
Il n’est pas nécessaire de traiter le syndrome de Flammer tant qu’il n’y a pas de symptômes invalidants ou de séquelles d’hypoperfusion. Le traitement repose sur la combinaison de mesures hygiénodiététiques et de médicaments. Il est notamment recommandé de dormir régulièrement, d’éviter le jeûne et les cures d’amaigrissement exagérées, l’ascension trop rapide en altitude, l’exposition non protégée au froid. Il est bon de pratiquer une activité physique régulière mais il vaut mieux éviter de pratiquer le sport de façon extrême. L’alimentation devrait être riche en antioxydants (thé vert, café, fruits, les myrtilles en particulier, etc.). Les oméga-3, particulièrement ceux présents dans les poissons, améliorent la régulation du flux sanguin. En cas d’hypotension artérielle notable, le régime devrait être enrichi en sel. Les somnifères doivent être évités ou pris avec précaution. Le magnésium à dose plutôt élevée et les inhibiteurs calciques à un faible dosage améliorent la régulation du débit sanguin,.